# Osuwiska w Lipowicy
Osuwiska w Lipowicy este o arie protejată (sit de importanță comunitară — SCI) din Polonia întinsă pe o suprafață de 11,55 ha, integral pe uscat.

## Localizare
Centrul sitului Osuwiska w Lipowicy este situat la coordonatele 49°32′00″N 21°41′21″E / 49.5332°N 21.6891°E.

## Înființare
Situl Osuwiska w Lipowicy a fost declarat sit de importanță comunitară în octombrie 2009 pentru a proteja 2 specii de animale.

## Biodiversitate
Situată în ecoregiunea alpină, aria protejată conține 1 habitat natural: Peșteri inaccesibile publicului.
La baza desemnării sitului se află mai multe specii protejate de  mamifere (2): liliac comun (Myotis myotis), liliacul mic cu potcoavă (Rhinolophus hipposideros).
Pe lângă speciile protejate, pe teritoriul sitului au mai fost identificate 7 specii de mamifere.